# Компаніївський могильник
Компаніївський могильник — археологічна пам'ятка черняхівської культури. Знаходиться за 8 км на Пд. Зх. від с. Григоро-Бригадирівка Кобеляцького району (поблизу колишнього хутора Компанійці) в урочищі Косюрівшина. Розташований на піщаному піднесенні слабко вираженої надзаплавної тераси лівого берега Дніпра.

## Історія
Виявлений в 1960 р. О. В. Бодянським, досліджувався у 1960—1965 рр. Є. М. Махно.

## Опис
На території могильника — 460 поховань черняхівської культури (з почакут 5 ст.) 41 з них — трупопокладення, більшість мають ритуальне порушення, останні — трупоспалення (є урнові — 27, в невеличких ямках — 60, у просторих ямах з розсіяними кістками — 360).
У похованнях переважає гончарний посуд. У двох похованнях виявлено предмети озброєння — меч, уламки умбона від щита, два наконечники списа, дротика, сокира, залізні вудила тощо.
На території могильника також був курган епохи бронзи з 20 похованнями.
Для похованих характерно скорчене становище правому боці з нестійкою орієнтацією. Представлені в похованнях тонкостінні кубки, черпаки, циліндрошийні судини, бронзовий ніж, скроневі кільця типові для групи малодосліджених пам'яток Північно-Західного Причорномор'я кінця епохи бронзи: безкурганних могильників (Волоське, Федорівка, Ігрень — у Надпорожжях та Широко). поховань (Кічкас, Привільне, Тихий Лиман, Лук'янівка, Каланчак, Калфа та ін.). Подібність матеріалів цих могильників із знахідками із поселень біля Зміївки, Бабино, Деревківки, Кишинева та з скарбами біля Завадівки, Кардашинки та інших дозволяє відносити могильник біля хутора Компанійці до групи сабатинівських пам'яток на пізньому етапі та датувати його X — початком VIII ст. до зв. е.
Знахідки з могильника зберігаються у фондах інституту Археології Академії Наук України.

## Знахідки інвентаря
Розкопані поховання становлять 4 групи:
І Група. Це поховання з рештками кістяків та інвентарем.
1. Поховання №1 - біля черепа лежали два бронзових скроневих кільця-підвіски і роздавлений горщик. Скроневі підвіски виготовлені з прямокутного у розрізі дроту товщиною 1,5 - 2,0 мм. Краще збережене кільце являє собою спіраль з шести витків, зовнішній кінець її обламано. Діаметр кільця 3,4 см. Друге кільце овальної форми не зовсім симетричне. Внутрішній кінець закручено в спіраль з чотирьох витків, а п'ятий відстає від них на 1,2 - 1,7 см. Зовнішній край її, як в і першому кільці, обламано. Посудина - тонкостінний горщик з високою циліндричною шийкою та розхиленими вінцями. Заокруглений сплющений тулуб прикрашено орнаментом: між трьома паралельно прокресленими смугами що утворюють злегка заокруглені кути догори вершинами, тоненькою паличкою нанесено два ряди наколів. Висота посудини 17,5 см. діаметр вінець 13,5, тулуб - 19,5 см.
2. Поховання №2 -  за 0,3м на захід знайдена нижня частина тонкостінного грушеподібного горщика  з бокастим тулубом і плоским дном. Циліндрична шийка його була відбита. Поверхня посудини брунатого кольору, добре згладжена. Плічка орнаментовані, дрібнозубчатим штампом у вигляді стрічки з двох горизонтальних смуг між якими нанесено скісні наколи. Висота збереженої частини 9,5 см.
3. Поховання №3 - у східній частині збереглися уламки келиха з округлим тубубом і короткою слабо вигнутою шийкою. Денце невеличке, знизу посередині має заглиблення, якій зсередини відповідає опуклість. На плічках нанесено тонкою паличкою орнамент у вигляді двох паралельних смуг, а від них спускаються по чотири таких самих насічки що утворюють фігуру в формі ромба. Висота посудини 8,5 см. діаметр вінець 9,5 см. дна - 3,5 см.
4. Поховання №5 - знайдено роздавлену посудину. За 1.1 м на північний схід виявлено гальку.
5. Поховання №8 - в заповнені знайдено бронзовий ніж та кам'яне точильце. В південно-західному кутку збереглися уламки тонкостінної гострореберчатої мисочки, повністю відреставрованої. Верхня частина її майже прямовисна, ребро - по середині висоти. Нижня частина конічно звужується до плоского денця. В глині є домішки товченого кварцу. Поверхня згладжена, темно-сірого кольору. Висота мисочки 9 см. діаметр вінець 15 см дна 7,2, товщина стінок 0,4 см. Дволезовий ніж - з ледве помітним подовжнім потовщенням на середині леза, яке звужується. Довжина ножа 11,8 см. Кінець його обламаний. Колодка, плоска, широка. Точильце сланцеве, з добре згладженою поверхнею, підрямокутної форми. На звуженому кінці просвердлено отвір діаметром 0,4 см. для прив'язування.

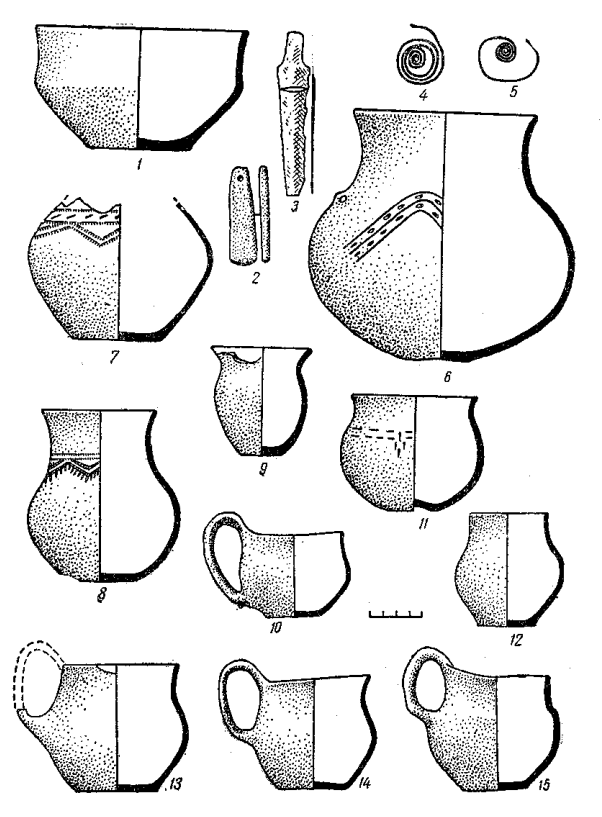

6. Поховання №14 - невеликий тюльпаноподібний горщечок видовжених пропорцій, що мав злегка відігнуті вінця, опуклий тулуб і плоске дно. Поверхня темно-сіра з брунатиними плямами, добре згладжена з обох боків. В глині наявна рослинна домішка. Висота горщика 15 см.

ІІ Група  Це поховання де залишки кістяків не виявлені.
1. Поховання №4 - невеликий горщик з злегка відігнутими вінцями і трохи звуженою шийкою. Дно порівняно широке, стійке, на плічках ряд невеликих заглибин, зроблених паличкою, утворює стрічку з двома спущеними донизу кінцями. Висота посудини 8,8 см.
2. Поховання №6 - три ліпні посудини. Одна циліндричної форми, трохи розширена догори шийка та опуклий тулуб та плоске дно. На місці переходу шийки в плічко зубчастим штампом нанесений орнамент: дві горизонтальні смуги спущені від них трикутники вершиною донизу. Із зовнішньої сторони їх оточують насічки у вигляді бахроми. Друга посудина - черпачок з майже прямою шийкою, слабо заокругленим тулубом і невеликим плоским денцем. Ручка петельчаста, верхній її край піднімається над вінцями, нижній прикріплений до придонної частини.  Третя знахідка - невеликий горщик з конічно розімкнутими вінцями, плавно заокругленим, майже яйцевидної форми тулубом та плоским дном.
3. Поховання №7 - роздавлений великий горщик форми банки, з плавно розширеним догори бочком і звуженими вінцями, краї яких навскіс зрізані до середини горщика.
4. Поховання №9 - тюльпаноподібний горщик вінця якого злегка розширені, шийка досить висока, плічка низькі. На місці переходу шийки до плічок наліплено валик, прикрашений відбитками пальця.
5. Поховання №10 - дві посудини черпачок і келих.
6. Поховання №11 - зберігся ліпний тонкостінний черпачок з трохи розширеною догори шийкою, округлим тулубом і плоским дном.
7. Поховання №13 - розбита ліпна посудина у вигляді невеликої мисочки з широко розхиленими вінцями, округлим тулубом і плоским, чітко позначеним дном. Діаметр 8см, висота 8см.
8. Поховання №16 - половина тонкостінного черпачка з дещо відігнутими вінцями, помірно широким у середній частині тулубом і петельчастою ручкою що піднімається над вінцями. Поверхня жовто-брунатна, на зламі жовта і чорна.

ІІІ Група Це поховання без інвентаря.

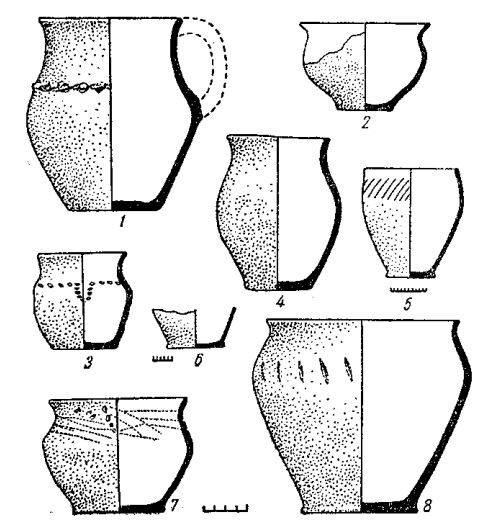

ІV Група Розташована на деякій відстані від основного поховання які відрізняються інвентарем.
1. Поховання №18 - знайдено невелиий ліпний горщик з кальцинованими кістками людини, прикритий нижньою частиною великого горщика. Краї вінець меншого горщика злегка розхилені, тулуб заокруглений з майже непомітним ребром. Широке денце має невелику закраїнку. Плічка орнаментовані візерунком з трьох-чотирьох горизонтальних смужок, нанесених зубчастим штампом. Їх перетинають подібні смужки. На перетині візерунок доповнюють шість-сім краплеподібних відбитків палички чи гребінця. Поверхня горщика брунатна з темними плямами, зсередини помітні сліди згладжування гребінцем. Дно верхнього великого горщика плоске із закраїнкою,  стінки розходяться догори. Поверхня шершава, ясно-жовтого кольору. В тісті домішки товченого граніту й слюди.
2. Поховання №19 - під товстостінним горщиком знайдено три кальциновані кістки. Вінця горщика дещо розхилені, краї їх рівно зрізані, плічка високі, злегка заокруглені. Нижня частина конічна, дно досить широке, плоске з закраїнкою. Верхня частина бочка над плічками прикрашена горизонтальною смугою з масивних овальних, поставлених косо насічок.